# Academia Nacional de la Historia (Perú)
La Academia Nacional de la Historia del Perú es la institución intelectual y científica encargada oficialmente del estudio y promoción de la Historia del Perú. Tiene su sede principal en la ciudad de Lima. Forma parte de la Asociación Iberoamericana de Academias Nacionales de Historia.

## Historia
La Academia tiene como organismo precedente al Instituto Histórico del Perú, creado por decreto supremo de 18 de febrero de 1905, suscrito por el presidente José Pardo y Barreda y el ministro de Justicia e Instrucción Jorge Polar. Su estatuto fue aprobado el 10 de julio de 1905, mencionándose como su fin «propender a la formación de la historia nacional». Para tal efecto, se le encomendó «reunir, descifrar, organizar, anotar y dar a la publicidad los documentos relacionados con nuestra historia»; «iniciar y recompensar la redacción de obras históricas, monográficas o generales sobre el país»; «conservar los monumentos nacionales de carácter arqueológico artístico». Se dispuso que el Archivo Nacional y el Museo de Historia Nacional quedaran bajo su dependencia. También se le encomendó la edición de una revista (Revista Histórica), en donde debía rectificar los errores y falsificaciones de la historia nacional; así como la tarea de reimprimir libros raros o poco divulgados, que contribuyesen igualmente al conocimiento de la historia del Perú.
Los miembros de número quedaron fijados en 30 (número que se ha mantenido hasta la actualidad), pero se les agregaron 13 miembros natos en virtud a los cargos afines que ejercían en la administración y la docencia. También eran miembros natos los correspondientes en el Perú de la Real Academia de la Historia de España.
Los miembros fundadores del Instituto fueron: José Sebastián Barranca, Modesto Basadre, Enrique Benites, Marco Aurelio Cabero, Mariano H. Cornejo, Pedro Emilio Dancuart, Juan Norberto Eléspuru, Aníbal Gálvez, Carlos García Yrigoyen, Ricardo García Rosell, Emilio Gutiérrez de Quintanilla, José Román de Idiáquez, José A. de Izcue, Miguel Antonio de la Lama, Víctor M. Maúrtua, Rosendo Melo, Manuel Jesús Obín, Teodorico Olaechea, Pablo Patrón, Carlos Paz Soldán, José Toribio Polo, Javier Prado y Ugarteche, Mariano Ignacio Prado Ugarteche, José Agustín de la Puente y Cortés, Carlos A. Romero, Nemesio Vargas, Carlos Wiesse Portocarrero y Celso Zuleta.

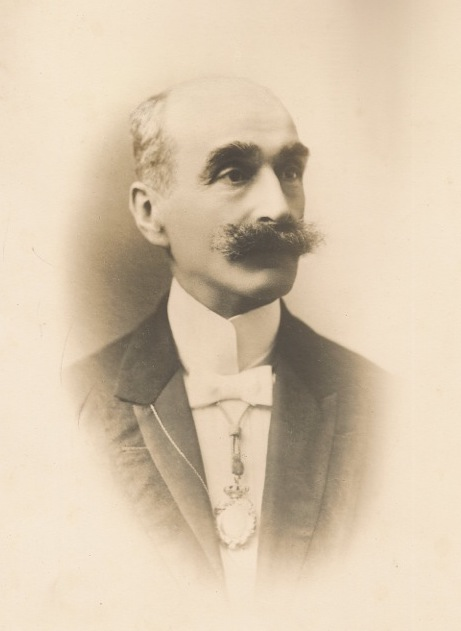
Eugenio Larrabure y Unanue, primer presidente del Instituto Histórico del Perú, antecedente de la Academia Nacional de la Historia.

Tuvo su primera sesión de junta general el 11 de julio de 1905, en la que se eligió como su presidente a Eugenio Larrabure y Unanue, primer vicepresidente a Mariano Ignacio Prado Ugarteche, segundo vicepresidente a Pablo Patrón, secretario a José Toribio Polo y director de la revista a Carlos A. Romero. El 29 de julio de 1905 se realizó la sesión de instalación. El 25 de julio de 1920 la Real Academia de la Historia de España reconoció como correspondientes a los miembros del Instituto.
Con mayor o menor impulso, debido a los vaivenes presupuestales, la Institución realizó sus labores asignadas, y es de resaltar la publicación de la Revista Histórica, así como una serie de publicaciones documentales, como la colección Urteaga-Romero.
Durante la presidencia del ilustre Jorge Basadre se redactaron nuevos estatutos. Su sucesor, Aurelio Miró Quesada Sosa, impulsó su cambio de nombre a Academia Nacional de la Historia y su consiguiente elevación de categoría, que se oficializó por resolución suprema de 24 de diciembre de 1962.
En ese momento inaugural, los académicos de número eran los siguientes: Víctor Andrés Belaúnde, Felipe Barreda y Laos, Juan Bautista de Lavalle y García, Óscar Miró Quesada de la Guerra, Luis Alberto Sánchez, Rubén Vargas Ugarte, Luis E. Valcárcel, Evaristo San Cristóval Palomino, Pedro Villar Córdova, Luis Alayza y Paz Soldán, Rafael Loredo, Rafael Larco Hoyle, Pedro Ugarteche, Luis Antonio Eguiguren, Ella Dunbar Temple, Jorge Basadre Grohmann, Manuel Moreyra y Paz Soldán, Aurelio Miró Quesada Sosa, Oscar N. Torres, Emilio Romero Padilla, Alberto Tauro del Pino, Guillermo Lohmann Villena, Juan C. Bromley, Félix Denegri Luna, Jorge C. Muelle, Carlos Camprubí Alcázar, José Agustín de la Puente Candamo, Felipe de la Barra y Bolívar Ulloa.

## Objetivos
Al momento de su fundación, quedó establecida su objetivo de esta manera: «Cultivar y promover el estudio de la Historia Patria y de los problemas conectados con las ciencias históricas».

## Presidentes del IHP
| Presidente                      | Inicio | Fin  |
| ------------------------------- | ------ | ---- |
| Eugenio Larrabure y Unanue      | 1905   | 1916 |
| Juan Norberto Eléspuru          | 1916   | 1921 |
| Felipe de Osma y Pardo          | 1921   | 1924 |
| Emilio Gutiérrez de Quintanilla |        |      |
| Mariano Ignacio Prado Ugarteche |        |      |
| Víctor Andrés Belaúnde          |        |      |
| Manuel C. Bonilla               |        |      |
| Óscar Miró Quesada de la Guerra | 1949   | 1956 |
| Jorge Basadre Grohmann          | 1956   | 1962 |
| Aurelio Miró Quesada Sosa       | 1962   | 1962 |

## Presidentes de la ANH
| Presidente                        | Inicio | Fin  |
| --------------------------------- | ------ | ---- |
| Aurelio Miró Quesada Sosa         | 1962   | 1966 |
| Guillermo Lohmann Villena         | 1966   | 1979 |
| Félix Denegri Luna                | 1979   | 1995 |
| José Agustín de la Puente Candamo | 1995   | 2008 |
| Armando Nieto Vélez S.J.          | 2008   | 2015 |
| Margarita Guerra Martinière       | 2015   | 2025 |
| José de la Puente Brunke          | 2025   |      |

## Miembros actuales

### Académicos numerarios
(Actualizado a 3 de marzo de 2025)
1. Héctor López Martínez
2. Scarlett O’Phelan Godoy
3. César Gutiérrez Muñoz
4. Federico Kauffmann Doig
5. Rodolfo Cerrón Palomino
6. Margarita Guerra Martinière
7. Lorenzo Huertas Vallejos
8. Oswaldo Holguín Callo
9. Ramón Mujica Pinilla
10. Manuel Burga Díaz
11. Carmen Arellano Hoffmann
12. Francisco Yábar Acuña
13. José de la Puente Brunke
14. Hugo Pereyra Plasencia
15. Elmo León Canales
16. Miriam Salas Olivari
17. Liliana Regalado
18. Carmen Villanueva Villanueva
19. Fernando A. Armas Asín
20. Claudia Rosas Lauro
21. Luis Millones Santagadea
22. Alejandro Reyes Flores
23. Margarita Suárez Espinosa

### Académicos honorarios
1. Fernando de Trazegnies Granda
2. José Tamayo Herrera
3. Uriel García Cáceres
4. Waldemar Espinoza Soriano
5. Rosa Garibaldi Flores